# Церква Святого Миколая (Богданівка)
Церква Святого Миколая в Богданівці — парафія і храм греко-католицької та православної громад у селі Богданівка Тернопільського району Тернопільської области. Пам'ятка архітектури місцевого значення.

## Історія церкви
Кам'яний храм збудували в 1846 році. До цього в селі існувала церква, освячена на честь Різдва Пресвятої Богородиці.
У 1932 році парафію відвідав єпископ Іван Бучко.
До 1946 року церква належала греко-католицькій громаді. Після легалізації УГКЦ у 1990 році в селі розгорнулася запекла міжконфесійна боротьба за храм між вірянами УГКЦ та УАПЦ (нині ПЦУ). Лише у 2004 році православні віряни дозволили греко-католикам проводити богослужіння в церкві (до того часу служби проходили в пристосованих приміщеннях). З того моменту в храмі відбуваються почергові відправи двох громад.
При парафії діє Вівтарна дружина, а також братство і сестринство.
На території є кілька пам'ятних хрестів місцевого значення та могила воїнам УПА.

## Парохи
УГКЦ
- о. Богдан Боднар (1994—2005),
- о. Іван Яворський (з 29 грудня 2005).